# Roland Garros 2006
De 105e editie van het Franse grandslamtoernooi, Roland Garros 2006, werd gehouden van zondag 28 mei tot en met zondag 11 juni 2006. Voor de vrouwen was het de 99e editie. Het was de eerste keer dat het toernooi op een zondag begon. Het toernooi werd gespeeld in het Roland-Garrosstadion in het 16e arrondissement van Parijs.
Titelverdedigers op dit toernooi waren de Spanjaard Rafael Nadal bij de heren en de Belgische Justine Henin-Hardenne bij de dames. Ze slaagden er allebei in om hun titel te verlengen. Voor Justine Henin-Hardenne was het haar derde overwinning op Roland Garros; voor Nadal zijn tweede.
Het toernooi van 2006 trok 447.369 toeschouwers.

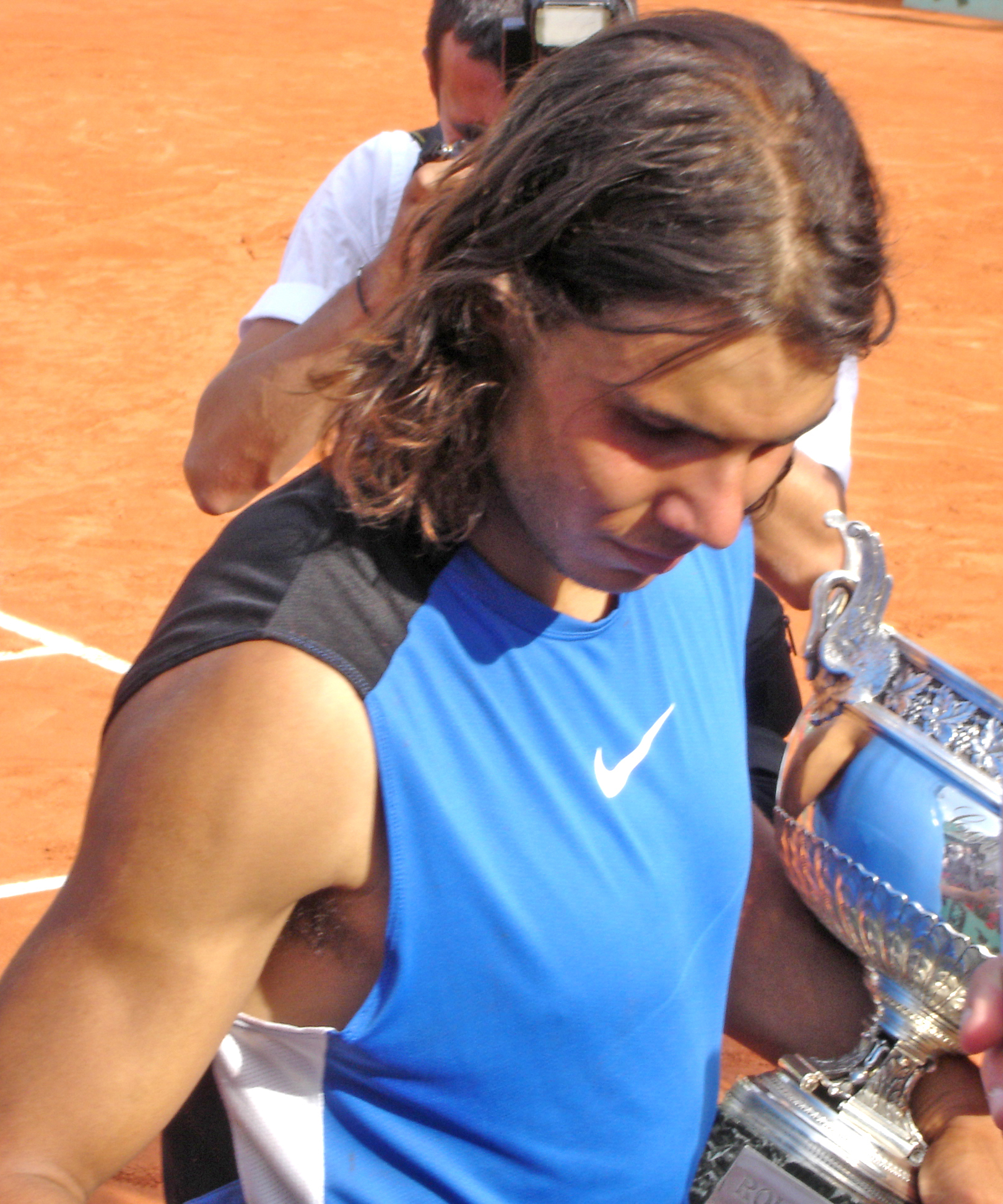
Rafael Nadal, winnaar bij de mannen.

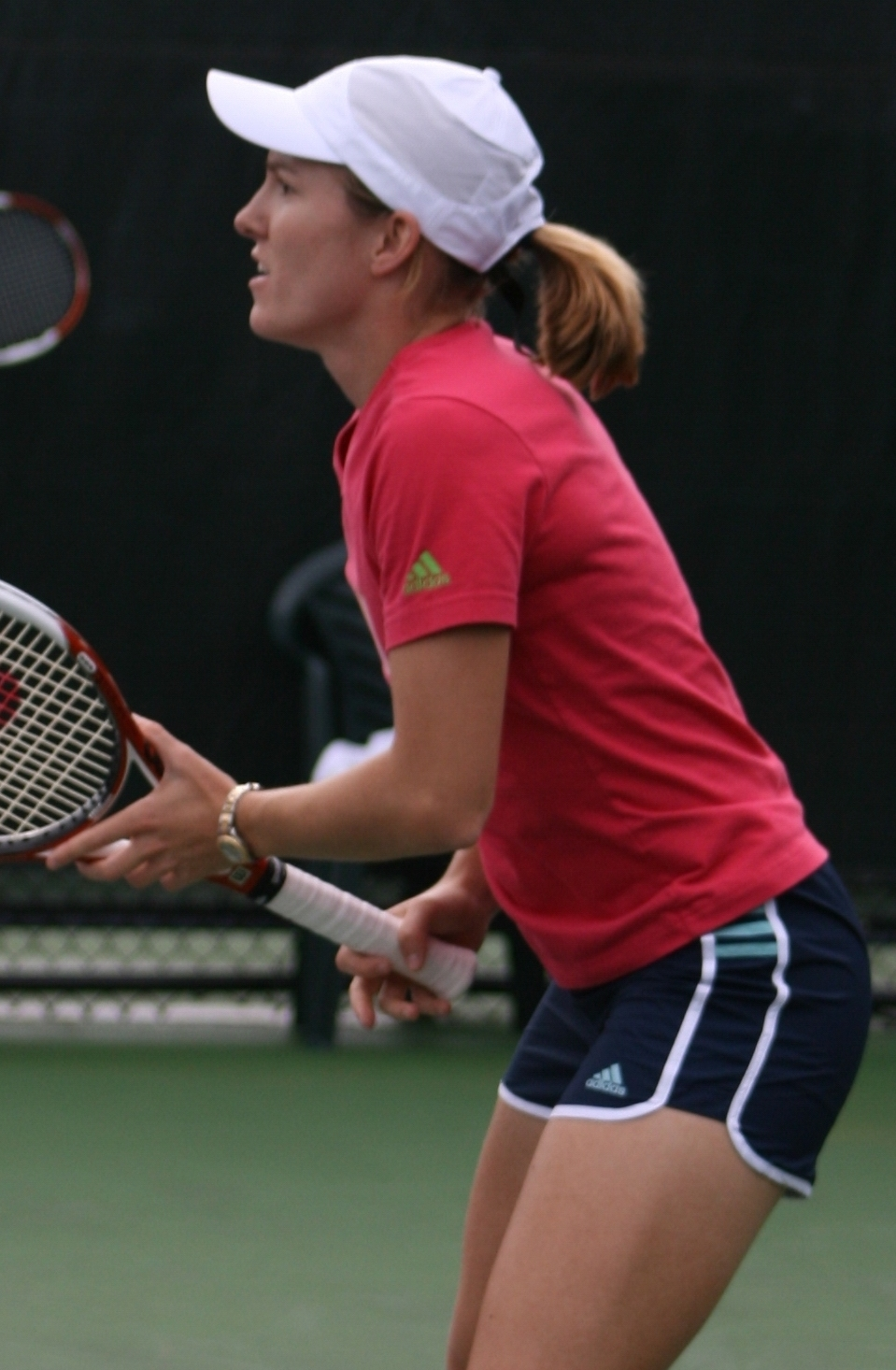
Justine Henin, winnares bij de vrouwen.

## Belangrijkste uitslagen
Mannenenkelspel

Finale: Rafael Nadal (Spanje) won van Roger Federer (Zwitserland) met 1-6, 6-1, 6-4, 7-6
Vrouwenenkelspel

Finale: Justine Henin-Hardenne (België) won van Svetlana Koeznetsova (Rusland) met 6-4, 6-4
Mannendubbelspel

Finale: Jonas Björkman (Zweden) en Maks Mirni (Wit-Rusland) wonnen van de tweelingbroers Bob Bryan (VS) en Mike Bryan (VS) met 6-7, 6-4, 7-5
Vrouwendubbelspel

Finale: Lisa Raymond (VS) en Samantha Stosur (Australië) wonnen van Daniela Hantuchová (Slowakije) en Ai Sugiyama (Japan) met 6-3, 6-2
Gemengd dubbelspel

Finale: Katarina Srebotnik (Slovenië) en Nenad Zimonjić (Servië) wonnen van Jelena Lichovtseva (Rusland) en Daniel Nestor (Canada) met 6-3, 6-4
Meisjesenkelspel

Finale: Agnieszka Radwańska (Polen) won van Anastasija Pavljoetsjenkova (Rusland) met 6-4, 6-1
Meisjesdubbelspel

Finale: Sharon Fichman (Canada) en Anastasija Pavljoetsjenkova (Rusland) wonnen van Agnieszka Radwańska (Polen) en Caroline Wozniacki (Denemarken) met 6–7, 6–2, 6–1
Jongensenkelspel

Finale: Martin Kližan (Slowakije) won van Philip Bester (Canada) met 6-3, 6-1
Jongensdubbelspel

Finale: Emiliano Massa (Argentinië) en Kei Nishikori (Japan) wonnen van Valeri Roednev (Rusland) en Artoer Tsjernov (Rusland) met 2-6, 6-1, 6-2

## Nederlandse deelnemers
- Raemon Sluiter
  - mannenenkelspel:
    - 1e ronde: versloeg Jarkko Nieminen (Finland), 16e reekshoofd, 6-2, 7-6, 2-1 (opgave)
    - 2e ronde: versloeg Nicolás Lapentti (Ecuador), 6-1, 6-4, 6-1
    - 3e ronde: verslagen door Martín Vassallo Argüello (Argentinië), 2-6, 6-4, 6-3, 3-6, 6-1
- Melle van Gemerden
  - mannenenkelspel:
    - werd als lucky loser van de kwalificaties toegelaten tot de hoofdtabel
    - 1e ronde: verslagen door Juan Mónaco (Argentinië), 6-3, 6-2, 6-4
- Rogier Wassen
  - mannendubbelspel (met Kristof Vliegen (België)):
    - 1e ronde: versloegen Nicolas Devilder en Olivier Patience (Frankrijk) 7-5, 6-7, 8-6
    - 2e ronde: verslagen door Julian Knowle en Jürgen Melzer (Oostenrijk) (11e reekshoofd), 6-3, 6-1
- Michaëlla Krajicek
  - vrouwenenkelspel:
    - 1e ronde: verslagen door Patty Schnyder (Zwitserland) (7e reekshoofd) 6-1, 6-2

  - vrouwendubbelspel (met Ágnes Szávay (Hongarije)):
    - 1e ronde: verslagen door Anna-Lena Grönefeld (Duitsland) en Meghann Shaughnessy (Verenigde Staten) (3e reekshoofd), 3-6, 6-1, 6-4

## Belgische deelnemers
- Xavier Malisse
  - mannenenkelspel:
    - 1e ronde: verslagen door Nicolás Massú (Chili, 32e reekshoofd, 6-1, 7-5, 1-6, 4-6, 9-7

  - mannendubbelspel (met Mahesh Bhupathi (India)):
    - 1e ronde: versloegen Gilles Müller (Luxemburg) en Christophe Rochus (België) 6-2, 6-2
    - 2e ronde: versloegen José Acasuso (Argentinië) en Sebastián Prieto (Argentinië) (12e reekshoofd), 6-4, 6-3
    - 3e ronde: versloegen Yves Allegro (Zwitserland) en Stanislas Wawrinka (Zwitserland) 6-3, 6-1
    - kwartfinale: verslagen door Andrei Pavel (Roemenië) en Alexander Waske (Duitsland) (15e reekshoofd) 2-6, 6-2, 6-1
- Dick Norman
  - mannenenkelspel:
    - plaatste zich via de kwalificaties voor de hoofdtabel
    - 1e ronde: versloeg Edgardo Massa (Argentinië) 6-1, 6-3, 6-3
    - 2e ronde: verslagen door Gaël Monfils (Frankrijk) 4-6, 6-3, 6-7, 6-0, 7-5
- Olivier Rochus
  - mannenenkelspel:
    - 27e reekshoofd
    - 1e ronde: versloeg Jean-Christophe Faurel (Frankrijk) 6-1, 6-4, 6-2
    - 2e ronde: versloeg Jiří Vaněk (Tsjechië) 6-2, 6-0, 6-2
    - 3e ronde: verslagen door Alberto Martín (Spanje), 7-5, 4-6, 6-7, 6-1, 6-4

  - mannendubbelspel (met Michaël Llodra (Frankrijk)):
    - 14e reekshoofd
    - 1e ronde: versloegen Wayne Arthurs en Lleyton Hewitt (Australië) 6-1, 6-4
    - 2e ronde: walk-over t.g.v. het terugtrekken van Nicolás Almagro en Albert Portas (Spanje)
    - 3e ronde: verslagen door Jonas Björkman (Zweden) en Maks Mirni (Wit-Rusland) (2e reekshoofd en de uiteindelijke winnaars), 7-6, 6-4
- Christophe Rochus
  - mannenenkelspel:
    - 1e ronde: versloeg Thomas Johansson (Zweden) (18e reekshoofd) 3-6, 5-7, 6-4, 6-4, 6-2
    - 2e ronde: verslagen door Rubén Ramírez Hidalgo (Spanje), 5-2 en opgave

  - mannendubbelspel (met Gilles Müller (Luxemburg)):
    - 1e ronde: verslagen door Xavier Malisse (België) en Mahesh Bhupathi (India) 6-2, 6-2
- Kristof Vliegen
  - mannenenkelspel:
    - 1e ronde: verslagen door Lukáš Dlouhý (Tsjechië) 4-6, 6-4, 3-6, 7-6, 6-2

  - mannendubbelspel (met Rogier Wassen (Nederland)):
    - 1e ronde: versloegen Nicolas Devilder en Olivier Patience (Frankrijk) 7-5, 6-7, 8-6
    - 2e ronde: verliezen van Julian Knowle en Jürgen Melzer (Oostenrijk) (11e reekshoofd), 6-3, 6-1
- Kim Clijsters
  - vrouwenenkelspel:
    - 2e reekshoofd
    - 1e ronde: versloeg Virginie Razzano (Frankrijk) 6-0, 7-6
    - 2e ronde: versloeg Conchita Martínez Granados (Spanje) 6-0, 6-3
    - 3e ronde: versloeg Anabel Medina Garrigues (Spanje) (26e reekshoofd) 6-3, 6-4
    - 4e ronde: versloeg Daniela Hantuchová (Slowakije) (15e reekshoofd) 6-1, 6-4
    - kwartfinale: versloeg Martina Hingis (Zwitserland) (12e reekshoofd) 7-6, 6-1
    - halve finale: verslagen door Justine Henin-Hardenne (België) (5e reekshoofd) 6-3, 6-2
- Kirsten Flipkens
  - vrouwenenkelspel:
    - werd als lucky loser van de kwalificaties toegelaten tot de hoofdtabel – zij verloor in de derde en laatste ronde van de kwalificaties van de Française Virginie Pichet
    - 1e ronde: versloeg Virginie Pichet (Frankrijk), 6-2, 6-3
    - 2e ronde: verslagen door Flavia Pennetta (Italië) (17e reekshoofd), 6-1, 6-0
- Justine Henin-Hardenne
  - vrouwenenkelspel:
    - 5e reekshoofd
    - 1e ronde: versloeg Maret Ani (Estland) 6-3, 6-0
    - 2e ronde: versloeg Anastasija Jakimava (Wit-Rusland) 6-2, 7-5
    - 3e ronde: versloeg Tathiana Garbin (Italië) 6-4, 6-0
    - 4e ronde: versloeg Anastasia Myskina (Rusland) (10e reekshoofd) 6-1, 6-4
    - kwartfinale: versloeg Anna-Lena Grönefeld (Duitsland) (13e reekshoofd) 6-3, 6-4
    - halve finale: versloeg Kim Clijsters (België) (2e reekshoofd) 6-3, 6-2
    - finale: versloeg Svetlana Koeznetsova (Rusland) (8e reekshoofd) 6-4, 6-4

1891 · 1892 · 1893 · 1894 · 1895 · 1896 · 1897 · 1898 · 1899 · 1900 · 1901 · 1902 · 1903 · 1904 · 1905 · 1906 · 1907 · 1908 · 1909 · 1910 · 1911 · 1912 · 1913 · 1914 · 1915–1919 · 1920 · 1921 · 1922 · 1923 · 1924 · 1925 · 1926 · 1927 · 1928 · 1929 · 1930 · 1931 · 1932 · 1933 · 1934 · 1935 · 1936 · 1937 · 1938 · 1939 · 1940–1945 · 1946 · 1947 · 1948 · 1949 · 1950 · 1951 · 1952 · 1953 · 1954 · 1955 · 1956 · 1957 · 1958 · 1959 · 1960 · 1961 · 1962 · 1963 · 1964 · 1965 · 1966 · 1967
↓ open tijdperk ↓
1968 (m-v-md-vd-gd) · 1969 (m-v-md-vd-gd) · 1970 (m-v-md-vd-gd) · 1971 (m-v-md-vd-gd) · 1972 (m-v-md-vd-gd) · 1973 (m-v-md-vd-gd) · 1974 (m-v-md-vd-gd) · 1975 (m-v-md-vd-gd) · 1976 (m-v-md-vd-gd) · 1977 (m-v-md-vd-gd) · 1978 (m-v-md-vd-gd) · 1979 (m-v-md-vd-gd) · 1980 (m-v-md-vd-gd) · 1981 (m-v-md-vd-gd) · 1982 (m-v-md-vd-gd) · 1983 (m-v-md-vd-gd) · 1984 (m-v-md-vd-gd) · 1985 (m-v-md-vd-gd) · 1986 (m-v-md-vd-gd) · 1987 (m-v-md-vd-gd) · 1988 (m-v-md-vd-gd) · 1989 (m-v-md-vd-gd) · 1990 (m-v-md-vd-gd) · 1991 (m-v-md-vd-gd) · 1992 (m-v-md-vd-gd) · 1993 (m-v-md-vd-gd) · 1994 (m-v-md-vd-gd) · 1995 (m-v-md-vd-gd) · 1996 (m-v-md-vd-gd) · 1997 (m-v-md-vd-gd) · 1998 (m-v-md-vd-gd) · 1999 (m-v-md-vd-gd) · 2000 (m-v-md-vd-gd) · 2001 (m-v-md-vd-gd) · 2002 (m-v-md-vd-gd) · 2003 (m-v-md-vd-gd) · 2004 (m-v-md-vd-gd) · 2005 (m-v-md-vd-gd) · 2006 (m-v-md-vd-gd) · 2007 (m-v-md-vd-gd) · 2008 (m-v-md-vd-gd) · 2009 (m-v-md-vd-gd) · 2010 (m-v-md-vd-gd) · 2011 (m-v-md-vd-gd) · 2012 (m-v-md-vd-gd) · 2013 (m-v-md-vd-gd) · 2014 (m-v-md-vd-gd) · 2015 (m-v-md-vd-gd) · 2016 (m-v-md-vd-gd) · 2017 (m-v-md-vd-gd) · 2018 (m-v-md-vd-gd) · 2019 (m-v-md-vd-gd) · 2020 (m-v-md-vd) · 2021 (m-v-md-vd-gd) · 2022 (m-v-md-vd-gd) · 2023 (m-v-md-vd-gd) · 2024 (m-v-md-vd-gd)
Lijst van Roland Garroswinnaars